# Montesquieu-des-Albères
Montesquieu-des-Albères is een gemeente in het Franse departement Pyrénées-Orientales (regio Occitanie). De plaats maakt deel uit van het arrondissement Céret. Montesquieu-des-Albères telde op 1 januari 2022 1.283 inwoners.

## Geografie
De oppervlakte van Montesquieu-des-Albères bedroeg op 1 januari 2022 17,06 vierkante kilometer; de bevolkingsdichtheid was toen 75,2 inwoners per km².

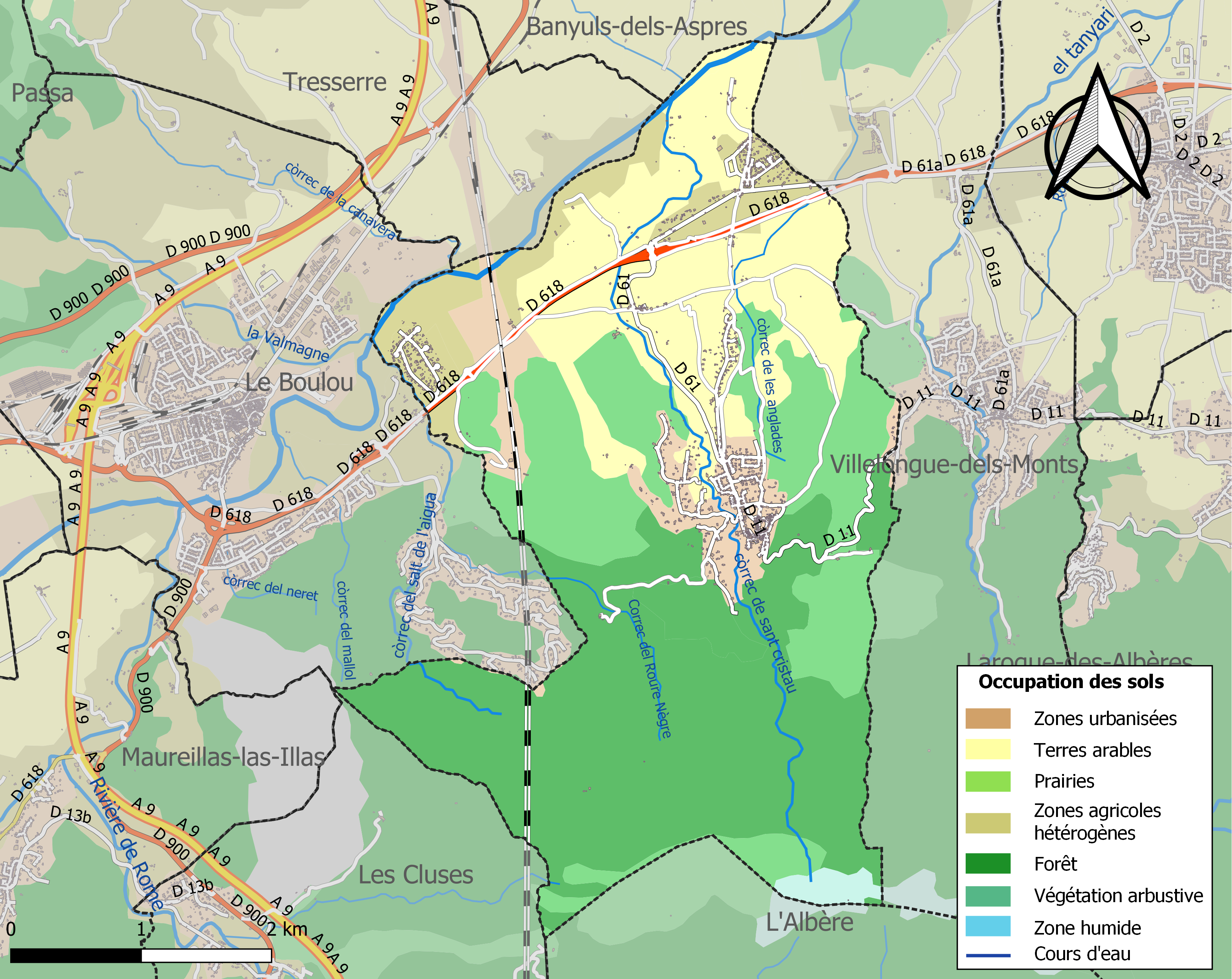
Kaart van de gemeente met de belangrijkste infrastructuur, bodemgebruik en omliggende gemeenten

## Demografie
Onderstaande figuur toont het verloop van het inwonertal (bron: INSEE-tellingen).